# Jan Vojtěch Angermayer

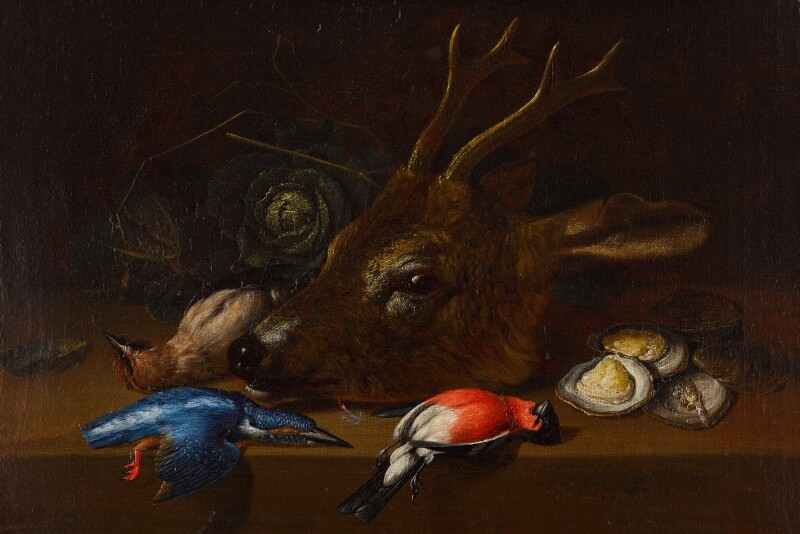
Zátiší s loveckými trofejemi

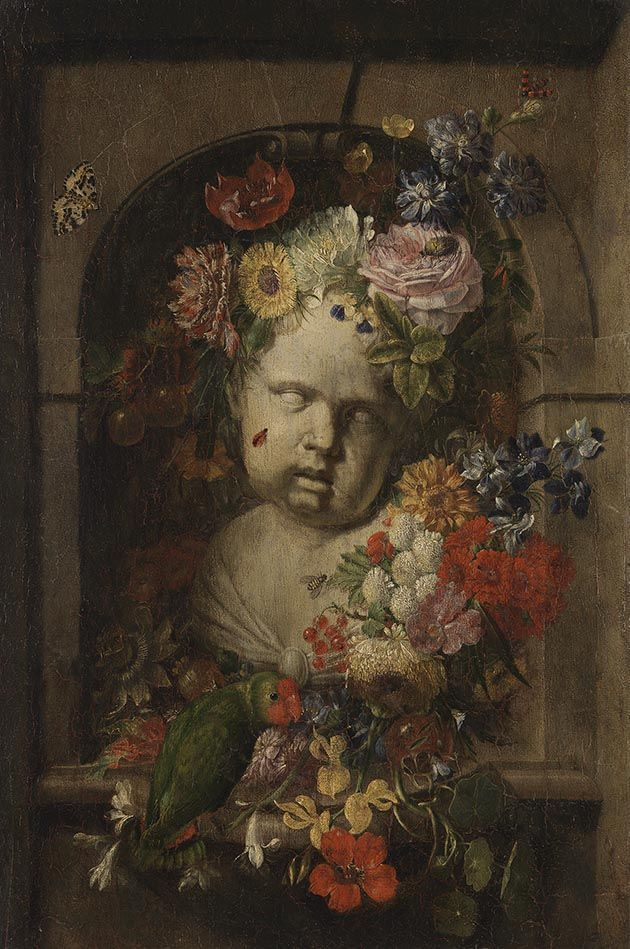
Amorova busta s květinami, kolem 1720, Bavorská národní galerie

Jan Vojtěch Angermayer (německy Johann Adalbert Angermayer, také Angermeyer; 9. listopadu 1674, Bílina – 18. října 1740 nebo 1742, Praha) byl český malíř zátiší, působící v období vrcholného a pozdního baroka v Praze.

## Život
Koncem 17. století přišel do Prahy, vyučil se u malířství u Jana Rudolfa Byse, s nímž i později spolupracoval, stejně tak s Petrem Brandlem. Usadil se na Starém Městě pražském, kde se v roce 1699 se v kostele sv. Havla oženil s vdovou Annou Marií Kurletovou. V letech 1707–1727 je zapsán mezi členy staroměstského malířského cechu. Mezi léty 1719–1722 pracoval pro klášter cisterciáků v Oseku. 
Maloval olejovými barvami zátiší v nizozemském stylu, komponovaná z květin, loveckých trofejí, drobných živočichů, stolního nádobí a náčiní, také žánr "vanitas" s lebkou či přesýpacími hodinami. Pozadí jeho zátiší někdy tvoří průhled do temné krajiny. 

### Źáci
V jeho ateliéru se vyučili Jan Kašpar Hirschely, Karel Kastner a Jan Vavřinec Jahn. 

## Dílo
Svými olejomalbami zátiší je zastoupen například ve sbírkách Národní galerie v Praze, v Bavorské národní galerii v Mnichově, dále ve Výmaru nebo ve Schwerinu. 